# Limnoria chilensis
Limnoria chilensis är en kräftdjursart som beskrevs av Menzies1962. Limnoria chilensis ingår i släktet Limnoria och familjen borrgråsuggor. Inga underarter finns listade i Catalogue of Life.